# Rio Claro Futebol Clube
Le Rio Claro Futebol Clube est un club brésilien de football basé à Rio Claro dans l'État de São Paulo.

## Historique
En 2007, le club dispute la 1re division du Championnat de São Paulo pour la 1re fois de son histoire.